# Staatscommissie voor het internationaal privaatrecht
De Staatscommissie voor het internationaal privaatrecht (voluit: Staatscommissie tot voorbereiding van de te nemen maatregelen ter bevordering van de codificatie van het internationaal privaatrecht en afgekort: SCIP) is een Nederlandse staatscommissie die de regering gevraagd en ongevraagd adviseert over vraagstukken op het gebied van internationaal privaatrecht. De commissie is in 1897 ingesteld per Koninklijk Besluit en de samenstelling en werkzaamheden zijn in 1998 (opnieuw) vastgelegd in de Wet op de Staatscommissie voor het internationaal privaatrecht. Haar taken zijn vastgelegd in het Statuut van de Haagse Conferentie voor Internationaal Privaatrecht (1953). Daarnaast adviseert zij bijvoorbeeld over jurisdictie en onderwerpen als internationale adoptie en de erkenning van buitenlandse huwelijken.

## Adviezen
Adviezen van de staatscommissie worden gericht aan de Regering. In het verleden zijn in ieder geval de volgende adviezen uitgebracht:
| Jaar | Onderwerp                                                                    | link   | opmerking |
| ---- | ---------------------------------------------------------------------------- | ------ | --------- |
| 2014 | Wetsvoorstel Scheiden zonder rechter                                         | Advies |           |
| 2011 | Beperking van huwelijksdwang                                                 | Advies |           |
| 2008 | Boek 10 van het Burgerlijk Wetboek                                           | Advies |           |
| 2006 | Wet conflictenrecht namen                                                    | Advies |           |
| 2001 | Erkenning van beslissingen inzake de vaststelling van een geslachtswijziging | Advies |           |
| 2001 | Uitvoeringswet Verordening (EG) 44/2001                                      | Advies |           |
| 2001 | Openstelling huwelijk door personen van hetzelfde geslacht                   |        |           |
| 2000 | Wet conflictenrecht adoptie en erkenning van buitenlandse adopties           |        |           |
| 2000 | Vreemdelingenbesluit 2000                                                    | Advies |           |
| 1998 | Geregistreerd partnerschap                                                   |        |           |
| 1996 | Haags Adoptieverdrag                                                         |        |           |

## Leden
Volgens de Wet op de Staatscommissie voor het internationaal privaatrecht kent de Staatscommissie tussen de 10 en 20 leden, die telkens voor een zittingstermijn van vier jaar worden benoemd. De commissie zou zestien leden moeten kennen.

### Huidige/recente leden
| Naam                           | functie | termijn   | opmerking                                                         |
| ------------------------------ | ------- | --------- | ----------------------------------------------------------------- |
| Prof.mr. Th.M. de Boer         |         | 2007-2015 |                                                                   |
| mr. T.M. Bos                   |         | 2007-2015 |                                                                   |
| mr. D.H. Beukenhorst           |         | 2009-2013 |                                                                   |
| mr. Duintjer Tebbens           |         | 2009-2013 |                                                                   |
| mr. A. Hammerstein             |         | 2007-2015 |                                                                   |
| mr. Fatih Ibili                |         | 2009-2017 |                                                                   |
| mr. I.S. Joppe                 |         | 2009-2013 |                                                                   |
| mr. C.A. Joustra               |         | 2007-2011 |                                                                   |
| mr. J.M. van der Klooster      |         | 2011-2015 |                                                                   |
| prof.mr. M.E. Koppenol-Laforce |         | 2009-2017 |                                                                   |
| mr. P.A. van Onzenoort         |         | 2007-2015 |                                                                   |
| prof.mr. M.V. Polak            |         | 2007-2015 |                                                                   |
| dr. S.W.E. Rutten              |         | 2011-2015 |                                                                   |
| mr. S.J. Schaafsma             |         | 2009-2017 |                                                                   |
| mr. L. Strikwerda              |         | 2009-2017 | vanaf 2013 tevens vicevoorzitter                                  |
| prof.mr. P. Vlas               |         | 2005-2015 | van 2005-2011 tevens ondervoorzitter vanaf 2011 tevens voorzitter |

Voor de historische samenstelling van de Staatscommissie voor het internationaal privaatrecht, zie Lijst van leden van de Staatscommissie voor het internationaal privaatrecht.

### Historische lijst van voorzitters
| Naam             | functie                                                                             | termijn lid | termijn voorzitter | opmerking                      | Voetnoot |
| ---------------- | ----------------------------------------------------------------------------------- | ----------- | ------------------ | ------------------------------ | -------- |
| B.C.J. Loder     | oud-President van het Permanent Hof van Internationale Justitie                     |             | ?-1925-1928-?      | iig voorzitter in 1925 en 1928 | [ 11 ]   |
| A.V.M. Struycken | Hoogleraar aan de Radboud Universiteit Nijmegen                                     | 1975-2011   | 1995-2011          |                                |          |
| Paul Vlas        | hoogleraar Vrije Universiteit en advocaat-generaal bij de Hoge Raad der Nederlanden | 1993-?      | 2011-2015          | ondervoorzitter iig vanaf 2009 |          |

## Voetnoten en referenties
1. ↑  Koninklijk Besluit van 20 februari 1897, Staatscourant 1897, nr. 46
2. 1 2  Rijksoverheid, Wet op de Staatscommissie voor het internationaal privaatrecht (14-02-1998). Geraadpleegd op 30-5-2015.
3. ↑  mr. Online, Professor Vlas benoemd tot voorzitter Staatscommissie (18-10-2010). Geraadpleegd op 30-5-2015.
4. 1 2 3 4  Herbenoeming leden Staatscommissie voor het internationaal privaatrecht 2007 (30-10-2007).
5. 1 2 3 4 5 6  herbenoeming van vier leden en benoeming van twee leden van de Staatscommissie voor het internationaal privaatrecht (07-06-2012).
6. 1 2 3 4 5 6 7  (her)benoeming van een achttal leden van de Staatscommissie voor het internationaal privaatrecht 2009 (26-05-2009).
7. 1 2 3  Herbenoemingen Staatscommissie voor het internationaal privaatrecht (10-04-2007).
8. 1 2 3 4  herbenoeming van vier leden en tevens herbenoeming van de vicevoorzitter van de Staatscommissie voor het internationaal privaatrecht (22-04-2013).
9. 1 2 3  herbenoeming van een tweetal leden van de Staatscommissie voor het internationaal privaatrecht, tevens inhoudende benoeming tot voorzitter van één van vorenbedoelde te herbenoemen leden (26-11-2010).
10. ↑  Benoeming functionarissen Staatscommissie voor het internationaal privaatrecht (01-02-2005).
11. ↑  Staatsbegroting voor het dienstjaar 1925. 2. I. 6. Bijlage B van de Memorie van Antwoord: Staat van de ingestelde en nog niet ontbonden Staatscommissiën (...)